# Alemtuzumab
Alemtuzumab (prodávaný pod obchodními názvy Campath, MabCampath či Campath-1H) je monoklonální protilátka používaná při léčbě chronické lymfatické leukemie (CLL), kožních T-lymfomů (CTCL) a T-lymfomů.
Alemtuzumab je namířen proti antigenu CD52, proteinu na povrchu zralých lymfocytů. V současnosti (2009) je ve všech liniích léčby CLL. Ve Spojených státech byl schválen Úřadem pro potraviny a léčiva (FDA) k léčbě pacientů, kteří byli léčeni alkylačními látkami a u nichž neuspěla léčba fludarabinem.
Významnou komplikací léčby alemtuzumabem je podstatně zvýšené riziko oportunních infekcí, zejména pak reaktivace cytomegalovirů.
Alemtuzumab je indikován také u některých případů transplantace kostní dřeně či ledvin. V rámci klinických testů se používá pro léčbu některých autoimunitních onemocnění, jako například roztroušené sklerózy, kde má slibné výsledky.